# Universidad Estatal de Portland
La Universidad Estatal de Portland (PSU) es una universidad pública en Portland, Oregon. Fue fundada en 1946 como una institución educativa postsecundaria para veteranos de la Segunda Guerra Mundial. Se convirtió en una universidad de cuatro años durante las siguientes dos décadas y se le otorgó el estatus de universidad en 1969. Es la única universidad pública urbana en el estado de Oregón que se encuentra en una ciudad metropolitana y está gobernada por un consejo de administración. La universidad está categorizada como R2: Doctoral University – Higher Research Activity en la Carnegie Classification of Institutions of Higher Education.
La estatal de Portland está compuesta por siete colegios constituyentes, que ofrecen títulos universitarios en ciento veintitrés campos y títulos de posgrado en ciento diecisiete campos. Las escuelas en el estado de Portland incluyen la Escuela de Administración de Empresas, la Escuela de Graduados en Educación, la Escuela de Trabajo Social, la Facultad de Asuntos Urbanos y Públicos, la Escuela de Artes, la Escuela de Ingeniería y Ciencias de la Computación Maseeh y la Escuela de Artes y Ciencias Liberales. Los equipos atléticos son conocidos como los vikingos del de Portland. Sus colores escolares son verde y blanco. Los equipos compiten en la División I de la NCAA, principalmente en la Conferencia Big Sky.

## Colegios y escuelas

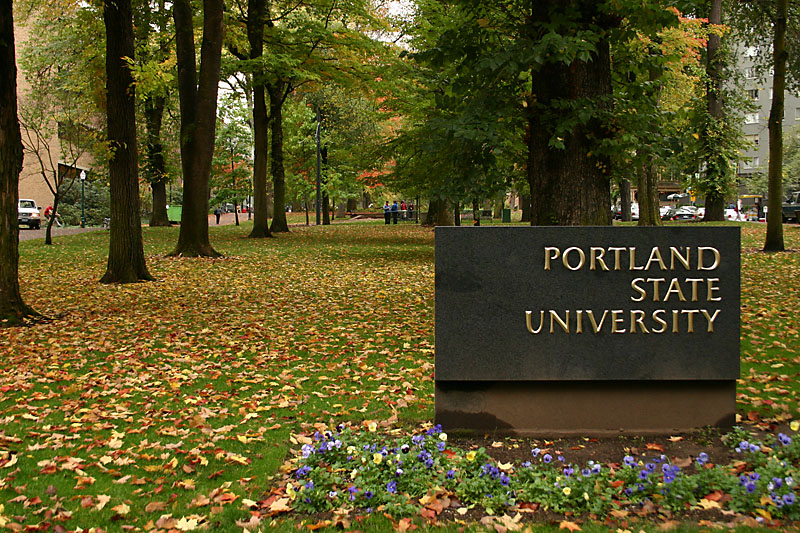
Entrada de la Universidad Estatal de Portland.

Los programas académicos de la Portland State University se organizan en nueve unidades académicas principales:
- Facultad de Artes y Ciencias Liberales - Una variedad de programas de pregrado, posgrado y certificados en más de 20 carreras, incluyendo Antropología, Lingüística Aplicada, Biología, Estudios Negros, Química, Estudios Chicano / Latino, Comunicación, Resolución de Conflictos, Economía, Inglés, Medioambiental Programas, Geografía, Geología, Historia, Estudios Internacionales, Matemáticas y Estadística, Estudios Nativos Americanos, Filosofía, Física, Psicología, Ciencias de la Educación, Sociología, Ciencias del Habla y Audición, Estudios de la Mujer e Idiomas y Literaturas Mundiales.

- Escuela de Administración de Empresas - Las carreras de pregrado y postgrado incluyen Administración de Empresas, Análisis Financiero, Gestión Internacional, Marketing y Logística. Los programas de posgrado y certificados incluyen Contabilidad, Estudios de Negocios Internacionales y Gestión de la Industria de Alimentos. La escuela también ofrece programas de doctorado como parte del programa de doctorado de Ciencia de Sistemas.

- Colegio de Educación: programas de licenciatura y posgrado en licenciatura inicial y continua, Educación (Educación Infantil, Primaria, Nivel Medio y Preparatoria), Liderazgo Educativo, Asesoría y diversas especializaciones, avales, certificados de posgrado y programas de desarrollo profesional.

- OHSU-PSU Escuela de Salud Pública: un proyecto conjunto con Oregon Health and Science University. El Estado de Portland administra los programas de pregrado, que incluyen títulos de licenciatura en Salud Aplicada y Estudios de Salud o Estética, y un Certificado de Pregrado en Lactancia Humana. OHSU administra los títulos de posgrado.

- La Facultad de Ingeniería y Ciencias de la Computación de Maseeh - Los programas de pregrado y posgrado incluyen Ingeniería Civil, Informática, Eléctrica, Ambiental y Mecánica, así como Ciencias de la Computación. Los programas de posgrado también incluyen administración de ingeniería, ingeniería de manufactura, ingeniería de sistemas, ingeniería de software y administración de tecnología. La escuela también ofrece programas de doctorado como parte de los programas de doctorado en Ciencias de los Sistemas y en Ciencias y Recursos Ambientales.

- Colegio de las Artes - Los programas de pregrado incluyen Arquitectura, Arte (con programas separados en Práctica de Arte, Diseño Gráfico y Práctica Social), Historia del Arte, Estudios de Arte, Cine, Estudios de Cine, Música, Artes Teatrales y Danza. Los estudios de posgrado incluyen arquitectura, arte, música, artes teatrales y educación artística secundaria.

- Escuela de trabajo social : la escuela ofrece programas de trabajo social a nivel de pregrado y posgrado, estudios de pregrado para niños y familias y programas de trabajo social de doctorado.

- Colegio de Asuntos Urbanos y Públicos : este colegio está organizado en una serie de escuelas subsidiarias que se centran en diversos aspectos de los asuntos urbanos y públicos:

- Escuela de Salud Comunitaria - Estudios de pregrado y posgrado en Estudios de Salud y Salud Comunitaria. La escuela también ofrece un certificado de postgrado en gerontología.

- Mark O. Hatfield School of Government - Estudios de pregrado y posgrado en criminología / justicia penal, ciencias políticas y administración pública. Los institutos incluyen el Centro para el Servicio Público, el Instituto de Políticas de Investigación de Justicia Criminal, el Instituto para la Gestión de Organizaciones Sin Fines de Lucro, el Centro de Consenso de Políticas Nacionales, el Instituto para el Gobierno Tribal y el Centro de Estudios Turcos.

- Escuela de Planificación y Estudios Urbanos Nohad A. Toulan: los programas de pregrado incluyen una especialización en Desarrollo Comunitario y una especialización de menor importancia, y los Programas de Desarrollo Inmobiliario y Desarrollo Urbano Sostenible para los Bienes Raíces. Los certificados de posgrado incluyen desarrollo inmobiliario, transporte y diseño urbano. Los estudios de posgrado incluyen estudios urbanos, así como la planificación urbana y regional. Los institutos incluyen el Centro de Estudios Urbanos, el Instituto de Estudios Metropolitanos de Portland, el Centro de Censos de Investigación de Población, el Centro de Bienes Raíces y el Centro de Estudios de Transporte.

- University Honors College : esta es la única universidad de honores centrada en lo urbano en el país.

Además, la Universidad Estatal de Portland, a través de la Escuela de Estudios Extendidos, ofrece educación continua y actividades especiales de aprendizaje, que incluyen cursos de crédito, programas de finalización de estudios, cursos de aprendizaje a distancia, programas comunitarios sin créditos, re-licencias, certificaciones, cursos de escuela secundaria, Programas de verano, y estudio en línea.